# Fürth Klinikum (metropolitana di Norimberga)
La stazione di Fürth Klinikum è una stazione della metropolitana di Norimberga, posta nel territorio cittadino di Fürth.

## Storia
La stazione di Fürth Klinikum – all'epoca capolinea occidentale della linea U1 – venne attivata il 4 dicembre 2004 insieme alla tratta da Fürth Stadthalle; rimase capolinea fino all'8 dicembre 2007, data in cui venne attivato il prolungamento fino alla stazione di Fürth Hardhöhe.

## Interscambi
- Stazione ferroviaria (Fürth-Unterfarrnbach)[2]
- Fermata autobus[2]